# Adam Flagler
Adam Michael Flagler (Duluth, 1º dicembre 1999) è un cestista statunitense, professionista nella NBA con gli Oklahoma City Thunder.

## Carriera
Dopo aver trascorso la carriera universitaria con i Presbyterian Blue Hose e i Baylor Bears, con cui ha vinto un campionato NCAA, nel 2023 non viene scelto al Draft NBA, venendo quindi tesserato dagli Oklahoma City Blue. Il 12 febbraio 2024 firma un two-way contract con gli Oklahoma City Thunder.

## Statistiche

### College
| Anno       | Squadra          | PG  | PT | MP   | TC%  | 3P%  | TL%  | RP  | AP  | PRP | SP  | PP   |
| ---------- | ---------------- | --- | -- | ---- | ---- | ---- | ---- | --- | --- | --- | --- | ---- |
| 2018-2019  | Presb. Blue Hose | 36  | 36 | 30,7 | 43,8 | 38,6 | 83,5 | 3,4 | 1,3 | 0,8 | 0,3 | 15,9 |
| 2020-2021† | Baylor Bears     | 28  | 0  | 22,8 | 45,4 | 43,4 | 87,2 | 2,3 | 1,4 | 0,9 | 0,0 | 9,1  |
| 2021-2022  | Baylor Bears     | 31  | 31 | 30,7 | 43,8 | 38,7 | 74,1 | 2,2 | 3,0 | 1,1 | 0,1 | 13,8 |
| 2022-2023  | Baylor Bears     | 32  | 32 | 33,8 | 42,6 | 40,0 | 79,0 | 2,4 | 4,6 | 1,2 | 0,1 | 15,6 |
| Carriera   | Carriera         | 127 | 99 | 29,7 | 43,7 | 39,6 | 80,8 | 2,6 | 2,6 | 1,0 | 0,1 | 13,8 |

### NBA

#### Regular Season
| Anno       | Squadra          | PG | PT | MP  | TC%  | 3P%  | TL%  | RP  | AP  | PRP | SP  | PP  |
| ---------- | ---------------- | -- | -- | --- | ---- | ---- | ---- | --- | --- | --- | --- | --- |
| 2023-2024  | Oklahoma Thunder | 2  | 0  | 7,0 | 14,3 | 16,7 | -    | 0,0 | 2,0 | 0,0 | 0,0 | 1,5 |
| 2024-2025† | Oklahoma Thunder | 37 | 0  | 5,5 | 26,0 | 19,4 | 50,0 | 0,7 | 0,3 | 0,2 | 0,1 | 1,8 |
| Carriera   | Carriera         | 39 | 0  | 5,6 | 25,2 | 19,2 | 50,0 | 0,7 | 0,4 | 0,2 | 0,1 | 1,7 |

### G League
| Anno       | Squadra       | PG | PT | MP   | TC%  | 3P%  | TL%  | RP  | AP  | PRP | SP  | PP   |
| ---------- | ------------- | -- | -- | ---- | ---- | ---- | ---- | --- | --- | --- | --- | ---- |
| 2023-2024† | Oklahoma Blue | 30 | 18 | 25,8 | 44,3 | 40,6 | 95,0 | 3,3 | 3,3 | 0,7 | 0,1 | 14,1 |
| 2024-2025  | Oklahoma Blue | 4  | 4  | 31,3 | 39,8 | 39,7 | 80,0 | 5,5 | 5,5 | 2,0 | 0,0 | 26,5 |
| Carriera   | Carriera      | 34 | 22 | 26,4 | 43,4 | 40,4 | 90,0 | 3,5 | 3,6 | 0,9 | 0,1 | 15,6 |

## Palmarès

### Squadra

#### NCAA
- Campionato NCAA: 1

Baylor Bears: 2021

#### NBA
- Campionato NBA: 1

Oklahoma City Thunder: 2025

#### G League
- Campione NBA G League: 1

Oklahoma Blue: 2024